# Berlin Pride
Berlin Pride, eller CSD Berlin är en årligen återkommande festival i Berlin som främst riktar sig till HBTQ-personer (homo- och bisexuella, transpersoner och queera). CSD står för Christopher Street Day, som firas till minne av Stonewallrevolten i New York. 1971 grundades föregångaren till Berlin Pride, Homosexuelle Aktion Westberlin, som anordnade demonstrationer under 1970-talet i Västberlin. Berlin Pride startade 1979 och paraden brukade äga rum i midsommarveckan i juni, men har sedan 2016 flyttats till tredje veckan i juli. Under festivalmånaden pågår aktiviteter i hela Berlin. Under denna period firas även Lesbisch-schwules Stadtfest och Dyke March bland flera andra arrangemang. CSD Berlin är bara en av Berlins gayfestivaler som hålls varje år i Berlin. Under 2012 deltog cirka 700 000 personer i Berlin Pride-paraden och 500 000 personer var närvarande vid den sista paradplatsen vid Brandenburger Tor, vilket gjorde det till ett av de största evenemangen i Berlin, liksom ett av de största prideevenemangen i världen.

## Historia
Berlin Pride hålls till minne av Stonewallupproret, det första stora upproret bland hbtq-personer mot polisövergrepp, den 27 juni 1969. Det ägde rum på Christopher Street, i närheten av Greenwich Village i New York.
Den första Berlin Pride i Berlin ägde rum den 30 juni 1979 och har sedan dess ägt rum varje år.

## Evenemang
Berlin Pride omfattar flera evenemang som äger rum inom ramen för den månadslånga Pridefestivalen, vanligtvis med start i juni. Pride Week är festivalens sista vecka och avslutas med Berlin Pride Parade. Berlin Pride-galan har pågått sedan 2011 och arrangeras i samarbete med Friedrichstadt Show Palace.
Andra gayfestivaler i Berlin är Folsom Europe och Easter in Berlin.

## Organisation
Alla Berlin Pride-evenemang arrangeras av Berliner CSD e.V. (Berlin LGBT Pride Association). Organisationen bildades i slutet av 1999. Föreningen var tänkt att avlösa de tre tidigare samordnarna: "Sonntags-Club", "LSVD" och "Mann-o-Meter", som hade organiserat "CSD Berlin" från 1994 till 1999.  
Varje år fastställs Berlin Pride-paradens tema, motto och politiska krav i så kallade Pride-forum. Det är öppna möten som vem som helst kan delta i.

## Galleri

Bilder från olika arrangemang
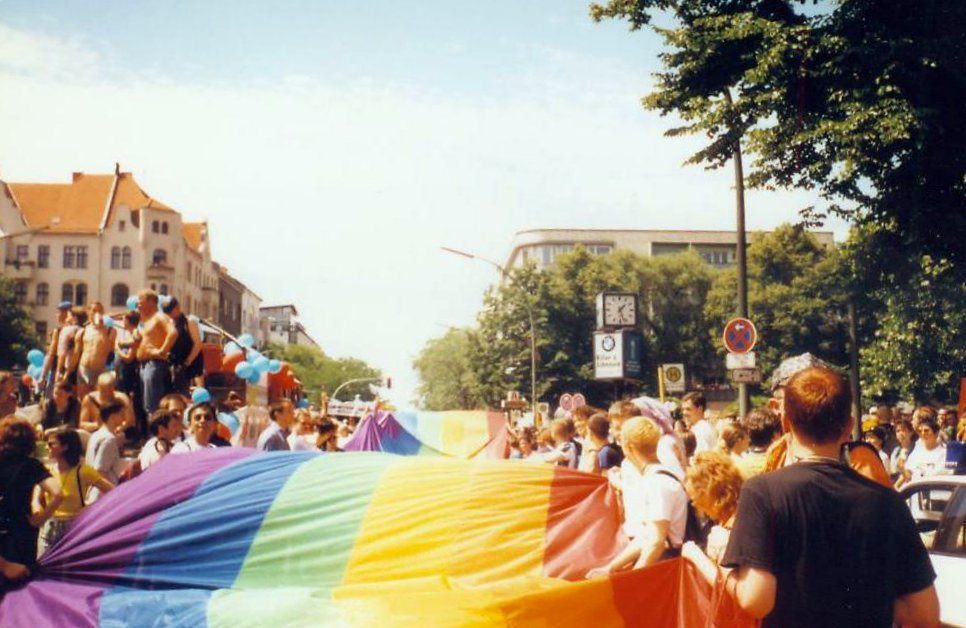
Berlin Pride 1997
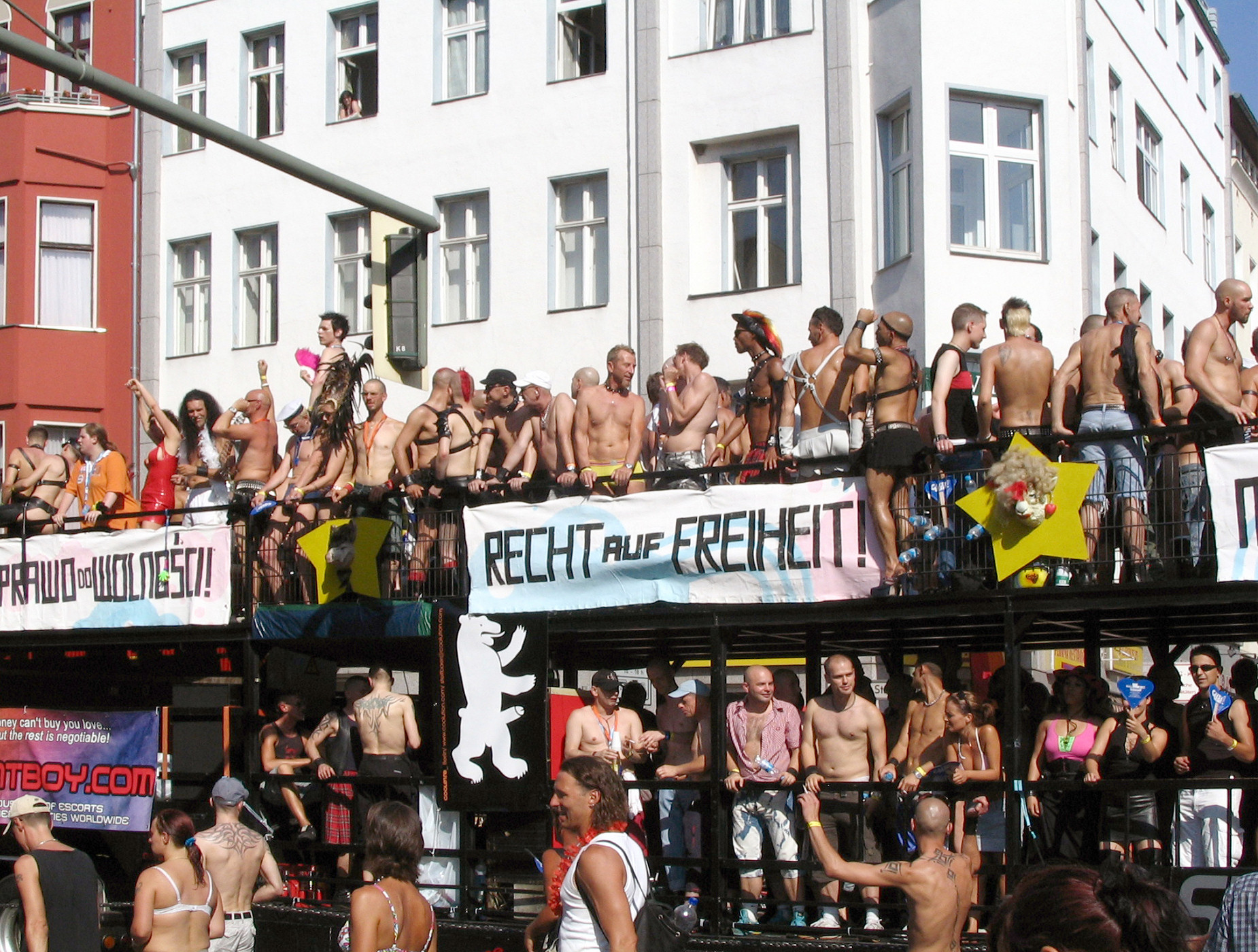
Berlin Pride 2006
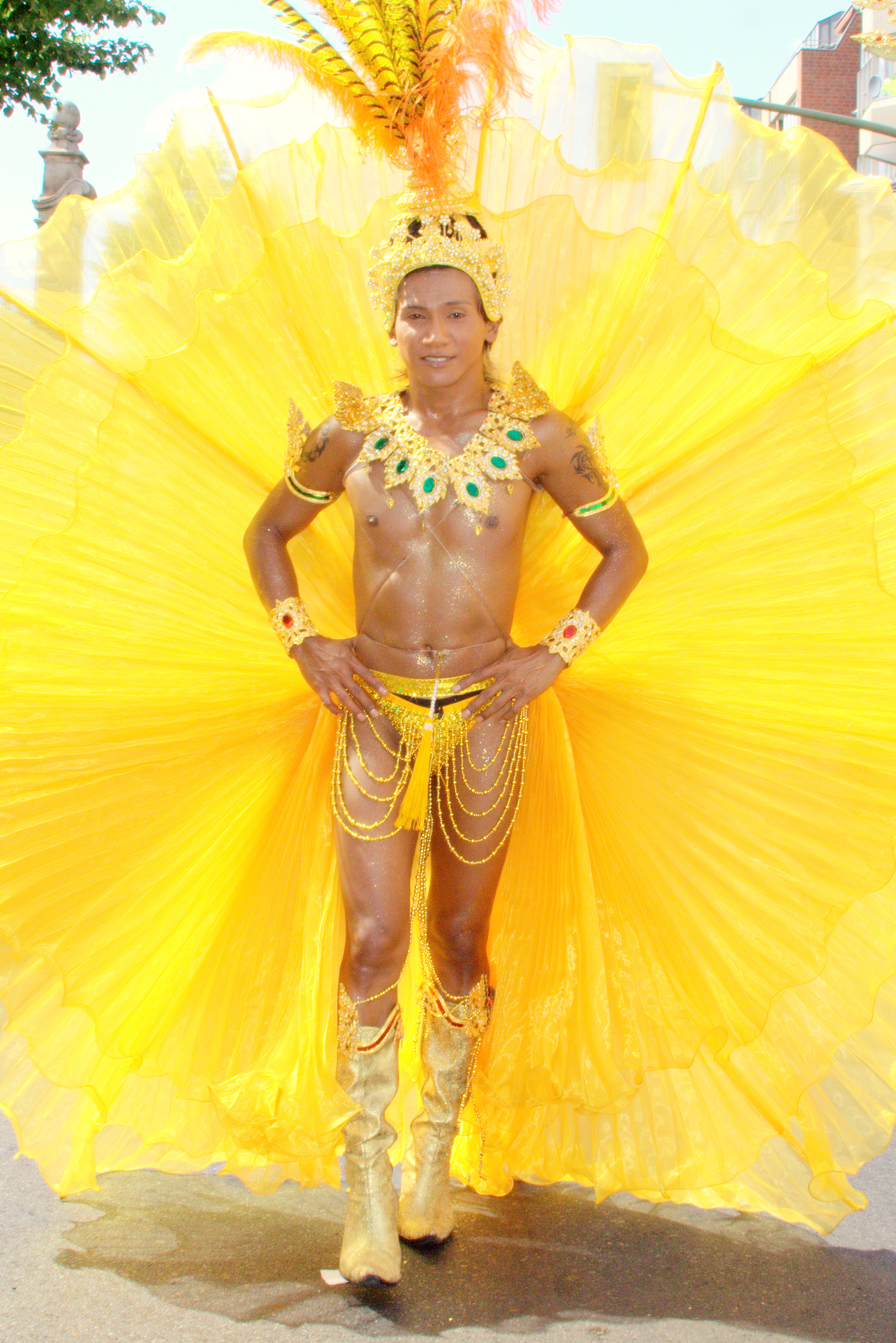
Berlin Pride 2006
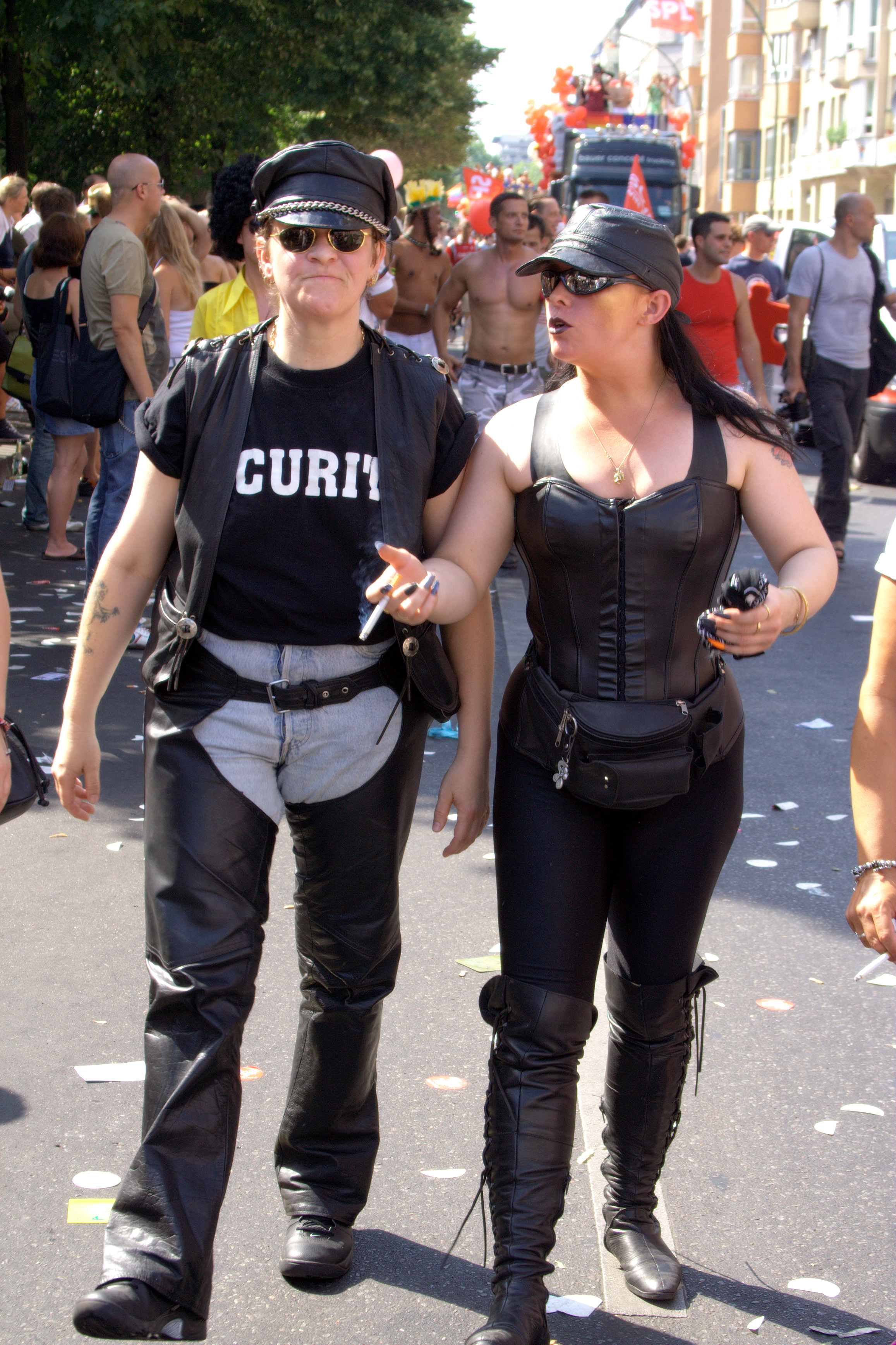
Berlin Pride 2006
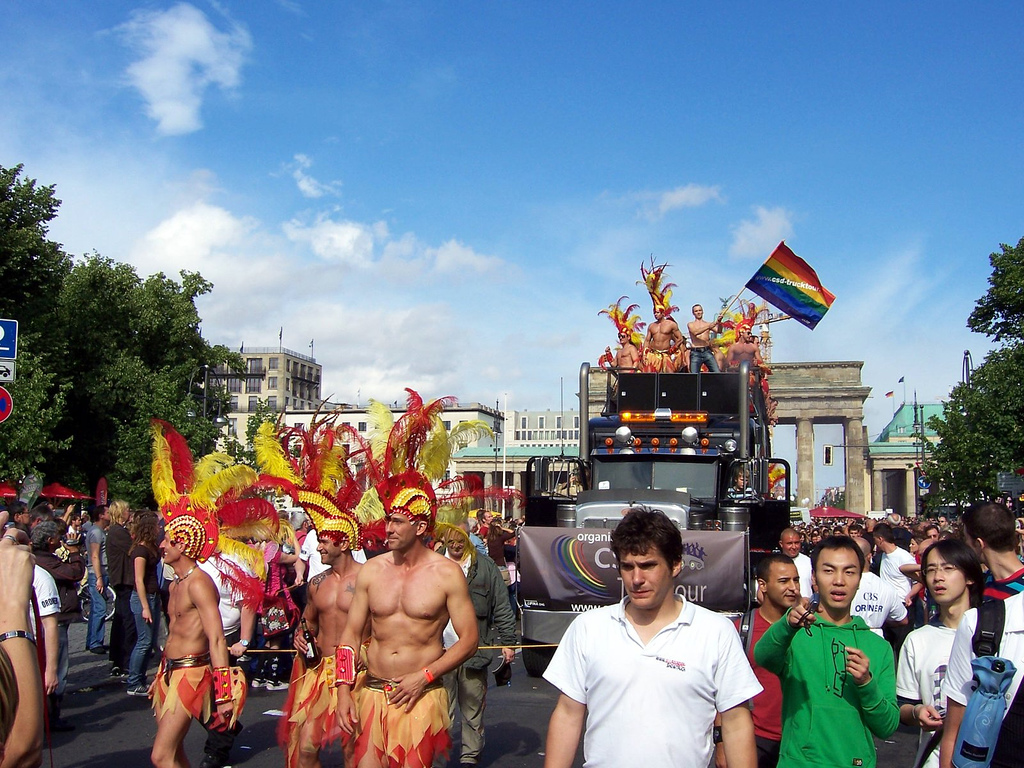
Berlin Pride 2007
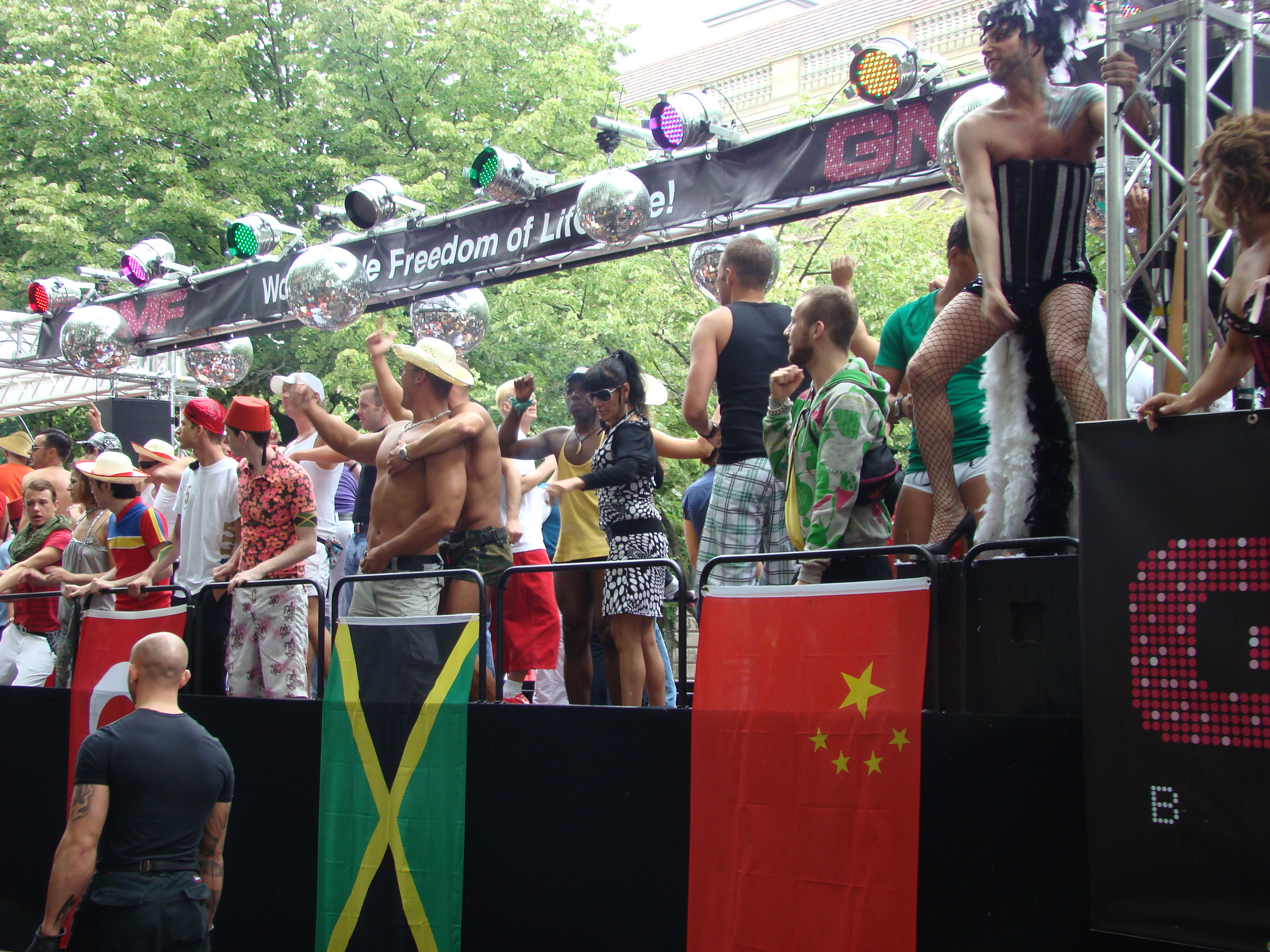
Berlin Pride 2008
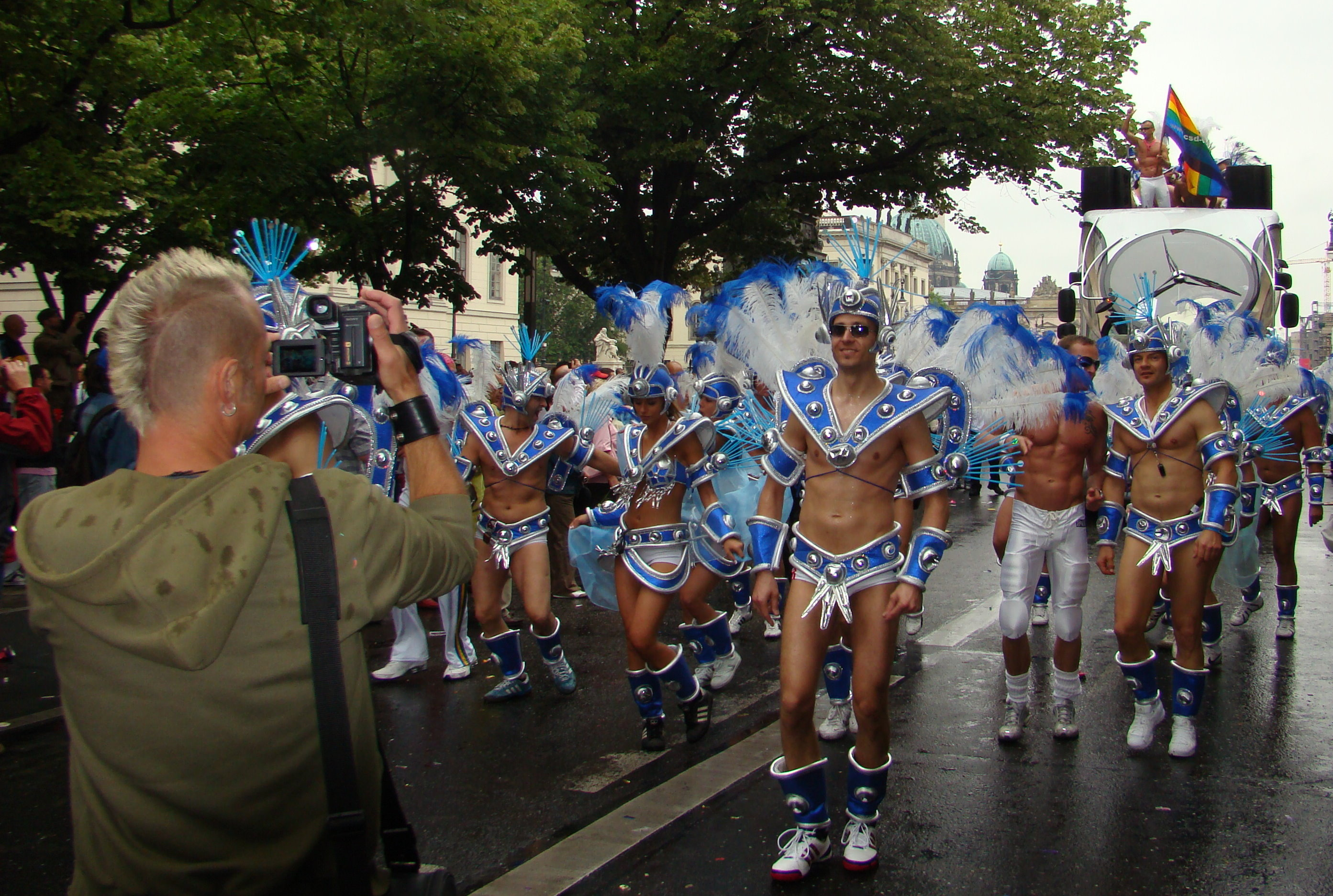
Berlin Pride 2008
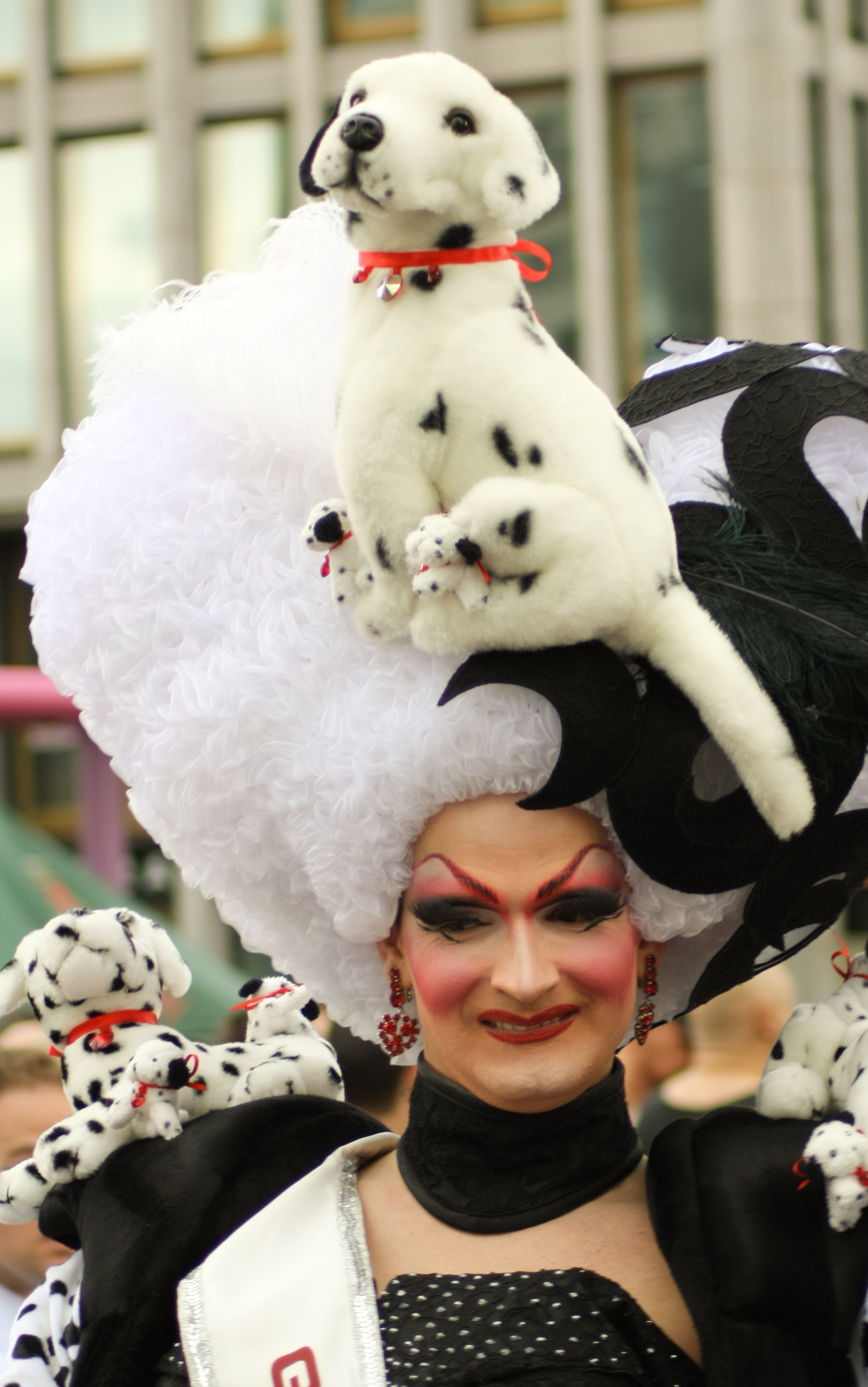
Berlin Pride 2012
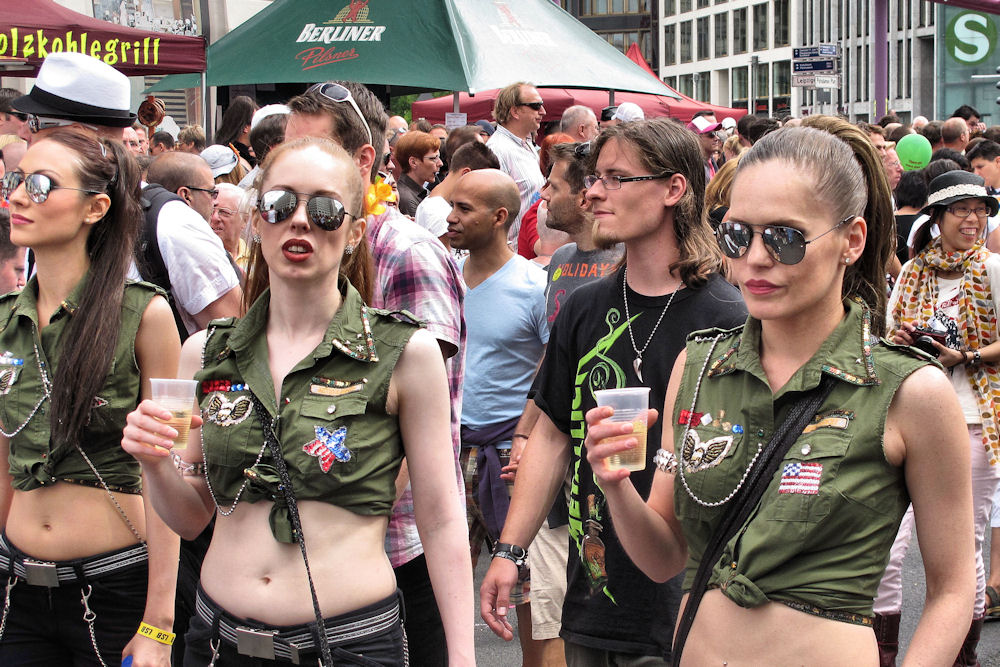
Berlin Pride 2012
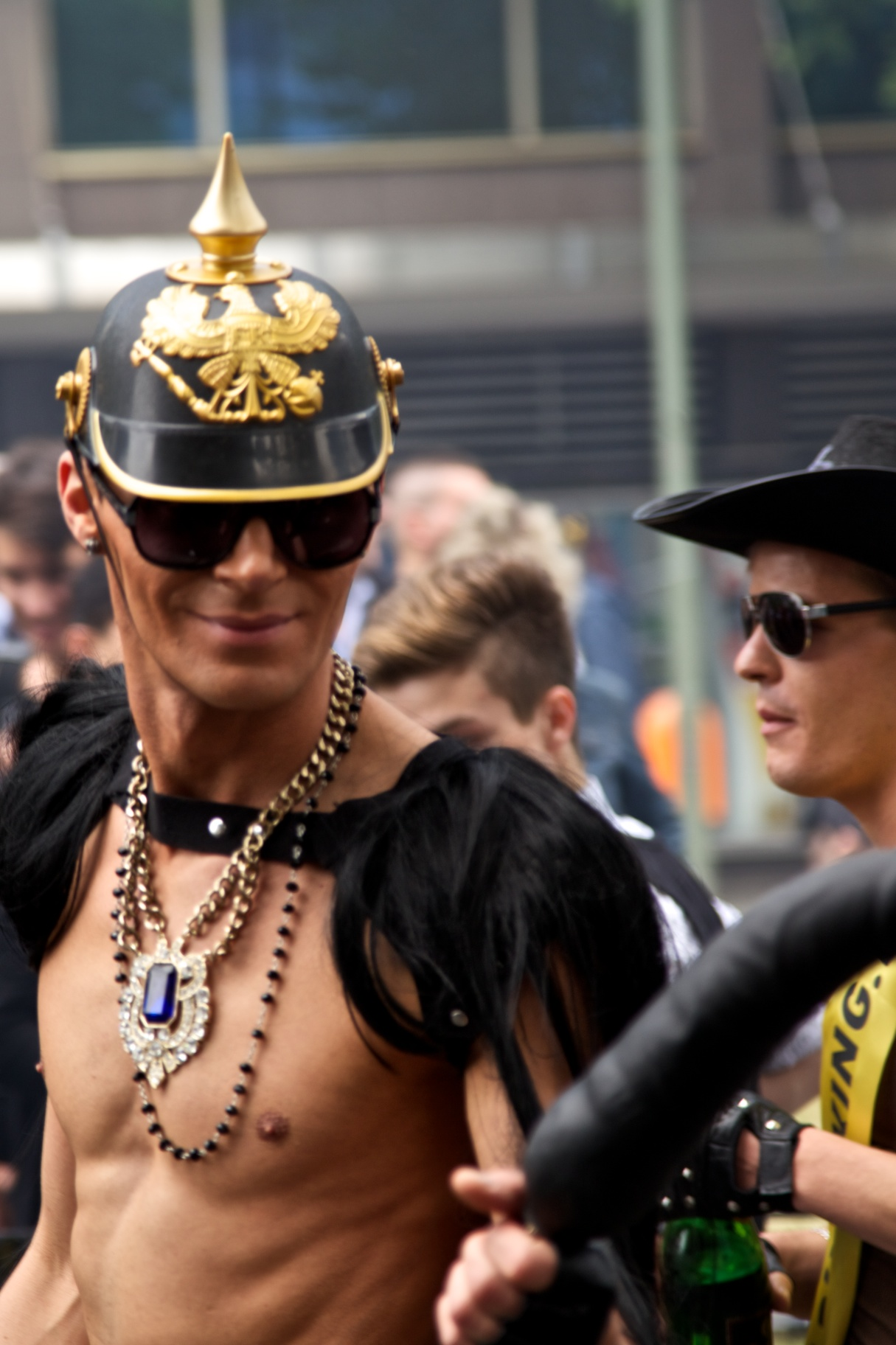
Berlin Pride 2014